# Oriolus chlorocephalus
L'oriolo testaverde (Oriolus chlorocephalus Shelley, 1896) è un uccello della famiglia degli Oriolidi.

## Distribuzione e habitat
Vive nelle foreste subtropicali, sia di pianura che di montagna, di alcune regioni dell'Africa orientale (Kenya, Tanzania, Malawi e Mozambico).

## Sistematica
Oriolus chlorocephalus ha tre sottospecie:
- O. chlorocephalus chlorocephalus Shelley, 1896
- O. chlorocephalus amani Benson, 1946
- O. chlorocephalus speculifer Wolters & Clancey, 1969